# Вітебський тролейбус
Вітебський тролéйбус (біл. Ві́цебскі тралéйбус) — діюча в обласному центрі Вітебської області Білорусі тролейбусна система. Практично вся мережа, за винятком короткої ділянки біля залізничного вокзалу, розташована на лівому березі річки Західна Двіна.

## Історія
Ідею щодо будівництва тролейбуса не зовсім схвалювало високе начальство в Москві. Справа в тому, що три види громадського транспорту могло мати тільки місто з населенням понад 500 тисяч чоловік, а у Вітебську на той час не нараховувалося і 400 тисяч. І все ж, 27 липня 1972 року Держпланом СРСР, як виняток, було схвалено пропозицію про будівництво першої тролейбусної лінії в місті Вітебську від залізничного вокзалу до східного промислового вузла, а також трамвайної лінії на Смоленському шосе. Проект про будівництво першої черги комплексу споруд тролейбуса був затверджений розпорядженням Ради Міністрів БРСР 14 грудня 1972 року. За проектом передбачалося поєднати тролейбусне депо з площею Перемоги через вулиці Терешкової, Правди і Богдана  Хмельницького.
22 жовтня 1976 року Вітебський облвиконком ухвалив рішення про створення дирекції споруджуваного тролейбуса, підпорядкувавши її відділу комунального господарства міськвиконкому.
Будівництво тролейбуса починалося буквально на порожньому місці. Адже транспорт — це не тільки машини, але і велике складне господарство: депо, ремонтна база, контактні мережі, електростанції тощо. І все це будувалося одночасно.
Наприкінці грудня 1977 року з російського міста Енгельс Саратовської області у Вітебськ надійшли перші 7 нових тролейбусів.
До початку 1978 року всі основні будівельні роботи будівель і споруд для тролейбуса були завершені.
1 квітня 1978 року рішенням Вітебського облвиконкому дирекція споруджуваного тролейбуса була ліквідована і створено тролейбусне управління при відділі комунального господарства міськвиконкому. Директором управління був призначений А. А. Дубинецький.
З 20 вересня 1979 року створено об'єднання управління Вітебського трамвая і управління Вітебського тролейбуса і утворено Вітебське трамвайно-тролейбусне управління (ВТТУ) з підпорядкуванням відділу комунального господарства виконавчого комітету Вітебського міської ради народних депутатів.
Перший вітебський тролейбус ЗіУ-682 № 001 вийшов на лінію о 11:36 1 вересня 1978 року. Так в древньому Вітебську путівку в життя отримав новий вид громадського транспорту. Протяжність першої черги вітебського тролейбуса склала всього 8,4 км (в обидва кінці). Однак уже через рік маршрут № 1 був подовжений ще на 4,4 км. Нова ділянка з'єднувала площу Перемоги і залізничний вокзал через вул. Калініна, Кіровський міст, вул. Кірова.
13 жовтня 1980 років був відкритий маршрут № 2, протяжністю 5 км, що з'єднав залізничний вокзал з площею Леніна, вулицями Кірова, Замковій, Леніна.
15 листопада 1983 року відкритий маршрут № 3. Новий маршрут з'єднав проспект Фрунзе із залізничним вокзалом. Його протяжність склала 10,4 км.
У 1986 році відкрито маршрут № 4 «Тролейбусний парк — Смоленський ринок» протяжністю 28,4 км, у липні 1992 року — № 5 «Залізничний вокзал — Вулиця Лазо», в березні 1995 року — № 6 «Проспект Фрунзе — Вулиця Терешкової».
На початку 1992 року відкритий маршрут № 5. Його протяжність склала 12 км. У березні 1995 року введена дев'ята чергу тролейбуса — маршрут № 6
Під час ремонту Кіровського мосту у 2004 році був відкритий маршрут № 7. Після ремонту він був скасований, але вже у 2010 році був відновлений.
У 2005 році відкрито маршрут № 8. У 2009 році повідомлялося про введення екскурсійних трамвайного і тролейбусного маршрутів.
28 червня 2013 року відбулося урочисте відкриття тролейбусної лінії по вулиці Петруся Бровки на ділянці від проспекту Будівельників до вулиці Чкалова (мікрорайон «Медичний центр»). У зв'язку з чим введено два нових маршрути:
- № 9 Медичний центр — просп. Будівельників — вул. Леніна — Смоленський ринок;
- № 10 Медичний центр — вул. Терешкової — просп. Фрунзе — Вокзал.

23 червня 2017 року почав роботу маршрут № 11, який з'єднав мікрорайон «Медичний центр» із залізничним вокзалом через вулицю Воїнів-Інтернаціоналістів та проспект Черняховського новою побудованою трасою.
15 листопада 2018 року відкрито новий тролейбусний маршрут № 12 від залізничного вокзалу до мікрорайону «Більове-3». Маршрут обслуговують тролейбуси БКМ-32100D виробництва «Белкомунмаш», конструкція яких передбачає можливість автономного руху без використання контактної мережі до 15 км. Маршрут працює у робочі дні.
1 березня 2019 року введений новий маршрут тролейбуса № 13, який пролягає від вулиці Титова через шляхопровід Металістів, вулиці Кірова, проспект Фрунзе. Вулицями Титова, Леонова, шляхопроводу Металістів рух здійснюється в автономному режимі, без використання контактної мережі. Заїзд на Привокзальну площу передбачений при русі в напрямку вулиці Титова. Згідно з генеральним планом реконструкції шляхопроводу «Полоцький» в тому районі передбачено і будівництво нової тягової підстанції. В перспективі заплановано запустити нові тролейбусні маршрути по вулиці Ленінградській до Тирасполя. Після опрацювання економічної складової, буде вирішено, що вигідніше: купувати для цього звичайні тролейбуси, прив'язані до контактної мережі, або на автономному ходу.
31 грудня 2019 року у Вітебську презентовані два зчленованих тролейбуса БКМ-43300D на автономному ходу. З 3 січня 2020 року тролейбуси БКМ-43300D експлуатуються на маршруті № 12 від залізничного вокзалу до мікрорайону «Більове-3».
У 2020 році заплановано придбати 13 тролейбусів на автономному ходу, які будуть експлуатуватися на новому маршруті № 14.

## Управляюча структура
21 березня 2003 року рішенням Вітебського облвиконкому «Вітебське трамвайно-тролейбусне управління» перейменовано на Унітарне комунальне транспортне підприємство «Вітебське трамвайно-тролейбусне управління» (біл. — Унітарнае камунальнае транспартнае прадпрыемства «Віцебскае трамвайна-тралейбуснае упрауленне»), яке діяло до 29 грудня 2017 року.
З 30 грудня 2017 року «Вітебське трамвайно-тролейбусне управління» припинило самостійну діяльність і увійшло на правах філії «Міський електричний транспорт м. Вітебська» до ВАТ «Вітебськоблавтотранс».

## Маршрути
У Вітебську діють 13 тролейбусних маршрутів. Цікавим фактом є те, що всі 12 тролейбусних маршрутів перетинаються на майдані  Волі.
| Перелік тролейбусних маршрутів в місті Вітебськ | Перелік тролейбусних маршрутів в місті Вітебськ |
| №                                               | Маршрут руху |
| ----------------------------------------------- | --- |
| 1                                               | Мікрорайон «Фрунзе» — просп. Фрунзе — вул. Терешкової — вул. Правди — вул. Б. Хмельницкого — вул. Леніна — вул. Кірова — Залізничний вокзал                                                                                  |
| 2                                               | Мікрорайон «Фрунзе» — просп. Фрунзе — вул. Терешкової — просп. Будівельників — просп. Черняховського — вул. Леніна — вул. Комуністична — вул. Леніна — Смоленський ринок, (зворотно — від Смоленського ринку по вул. Леніна) |
| 3                                               | Залізничний вокзал — вул. Кірова — вул. Замкова — просп. Фрунзе — Мікрорайон «Фрунзе» |
| 4                                               | Залізничний вокзал — вул. Кірова — вул. Замкова — вул. Леніна — просп. Черняховського — просп. Будівельників — вул. Терешкової — просп. Фрунзе — вул. Леніна — Смоленський ринок                                             |
| 5                                               | Залізничний вокзал — вул. Кірова — вул. Замкова — просп. Фрунзе — вул. Лазо — Мікрорайон «Фрунзе» |
| 6                                               | Залізничний вокзал — вул. Кірова — вул. Замкова — вул. Леніна — просп. Черняховського — вул. Воїнів-Інтернаціоналістів — вул. Петруся Бровки — вул. Терешкової — просп. Фрунзе — Мікрорайон «Фрунзе»                         |
| 7                                               | Смоленський ринок — вул. Леніна — просп. Черняховського — вул. Воїнів-інтернаціоналістів — вул. Петруся Бровки — вул. Терешкової — просп. Фрунзе — вул. Лазо — Мікрорайон «Фрунзе»                                           |
| 8                                               | Смоленський ринок — вул. Леніна — вул. Правди — вул. Терешкової — просп. Фрунзе — вул. Лазо — Мікрорайон «Фрунзе» |
| 9                                               | Смоленський ринок — вул. Леніна — просп. Черняховського — просп. Будівельників — вул. Петруся Бровки — Мікрорайон «Медичний центр»                                                                                           |
| 10                                              | Залізничний вокзал — вул. Кірова — вул. Замкова — просп. Фрунзе — вул. Терешкової — вул. Петруся Бровки — Мікрорайон «Медичний центр»                                                                                        |
| 11                                              | Залізничний вокзал — вул. Кірова — вул. Замкова — вул. Леніна — просп. Черняховського — вул. Воїнів-інтернаціоналістів — вул. Петруся Бровки — Мікрорайон «Медичний центр»                                                   |
| 12                                              | Залізничний вокзал — вул. Кірова — вул. Замкова — просп. Фрунзе — вул. Терешкової — Московський просп. — вул. Короткевича — вул. Богатирьова — Мікрорайон «Більове-3»                                                        |
| 13                                              | Мікрорайон «Фрунзе» — просп. Фрунзе — вул. Кірова — Залізничний вокзал — вул. Леонова — Вулиця Титова |

## Вартість проїзду
| Динаміка вартості проїзду | Динаміка вартості проїзду       |
| Дата встановлення тарифу  | Вартість в кіоску / у водія, Br |
| ------------------------- | ------------------------------- |
| 7 вересня 2011            | 800 / 850                       |
| 6 квітня 2012             | 1100 / 1150                     |
| 6 жовтня 2012             | 1400 / 1500                     |
| 23 травня 2013            | 1700 / 1900                     |
| 2 жовтня 2013             | 2 200 / 2 400                   |
| 1 грудня 2013             | 2700 / 3000                     |
| 1 квітня 2014             | 3200 / 3500                     |
| 20 серпня 2014            | 3500 / 4000                     |
| 20 грудня 2015            | 4000 / 4500                     |
| 18 грудня 2016            | 0,45 / 0,50                     |
| 21 грудня 2017            | 0,50 / 0,55                     |
| 18 грудня 2019            | 0,60 / 0,65                     |

## Рухомий склад
Рухомий склад повністю складається з машин виробництва «Белкомунмаш».
У 2006 році в місто надійшли два нових тролейбуси БКМ-321 (№ 143 та 144).
Тролейбус БКМ-42003А «Вітовт» у Вітебську працював у під час проведення фестивалю «Слов'янський базар» у тестовому режимі з липня по серпень 2009 року.
2 жовтня 2013 року надійшов перший з десяти замовлених тролейбусів БКМ-321. 5 липня 2017 року надійшов перший з наступної партії тролейбус БКМ-321.
1 листопада 2017 року завершена експлуатація тролейбусів АКСМ-101М.
| Статистика рухомого складу | Статистика рухомого складу |
| Модель                     | Роки експлуатації          |
| -------------------------- | -------------------------- |
| БКМ-32102                  | 2006 — понині              |
| БКМ-321                    | 2010 — понині              |
| БКМ-43300D                 | 2019 — понині              |
| БКМ-20101                  | 2003 — понині              |
| БКМ-201А7                  | 2004 — понині              |

27 та 29 грудня 2019 року до Вітебська надійшли перші два тролейбуси моделі БКМ-43300D, які обладнані автономним ходом до 20 км. Вітебськ став першим з білоруських міст, на вулицях якого працюють зчленовані тролейбуси з автономним ходом.

## Галерея

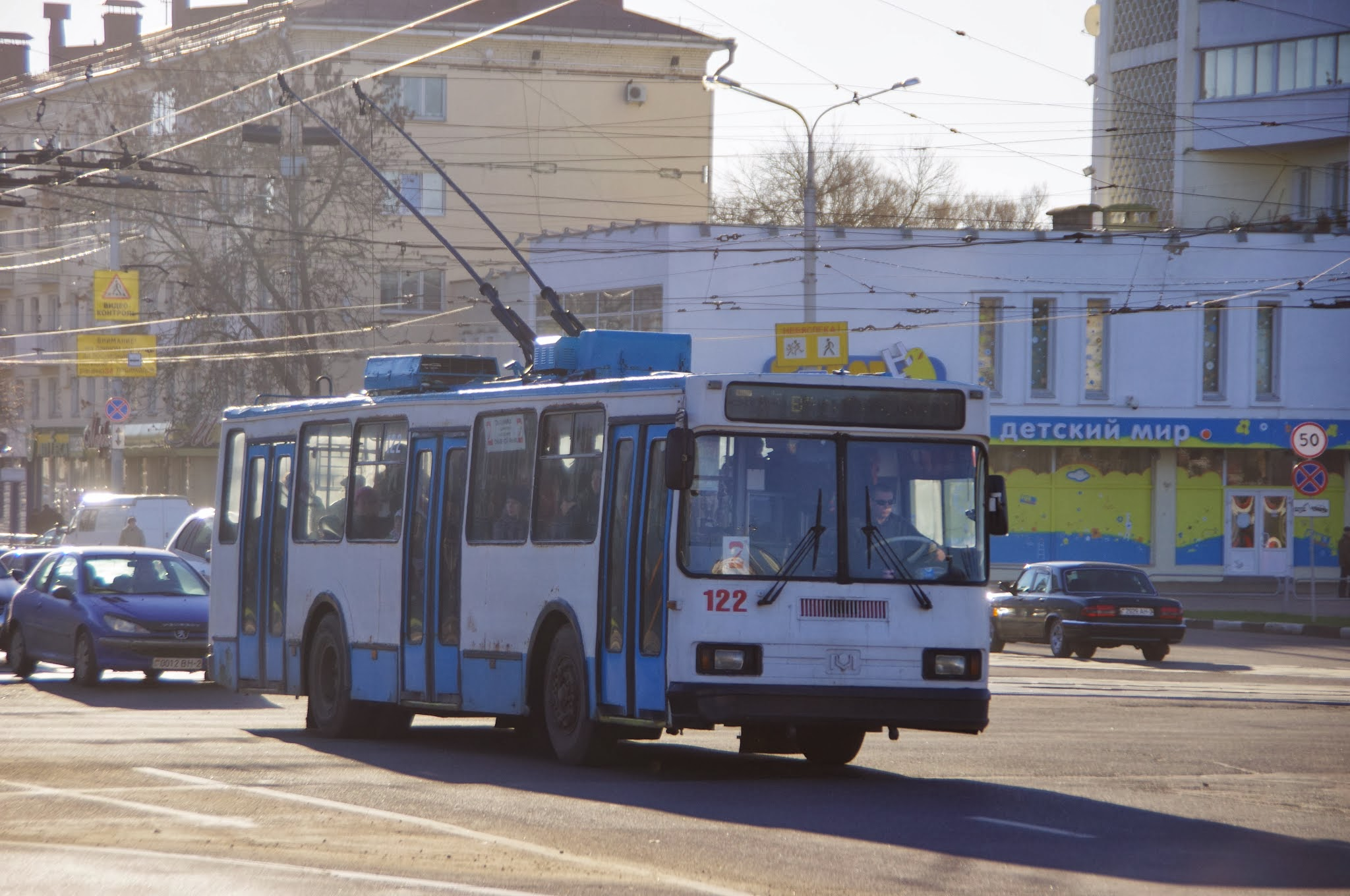
АКСМ-201
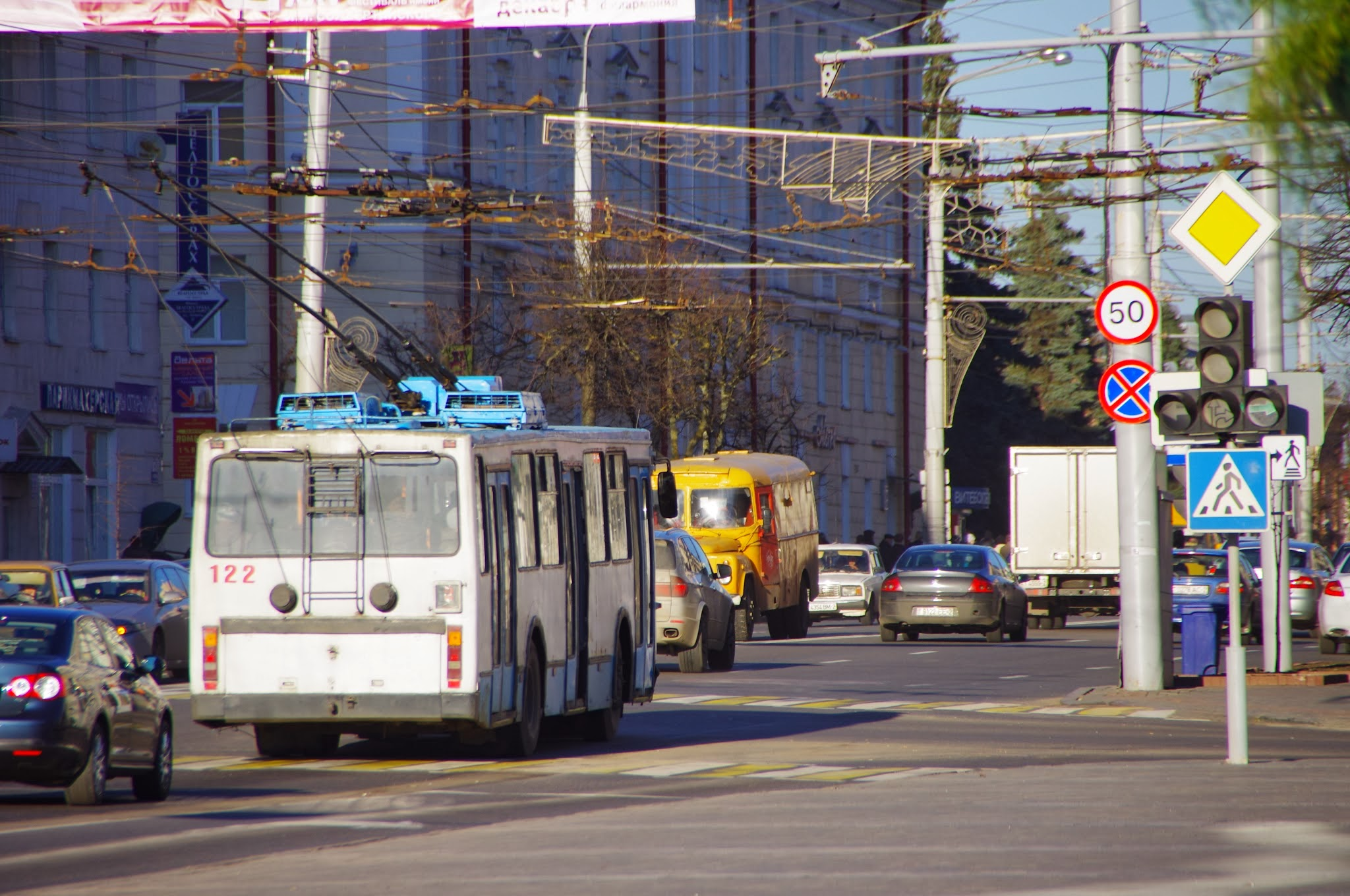
АКСМ-201
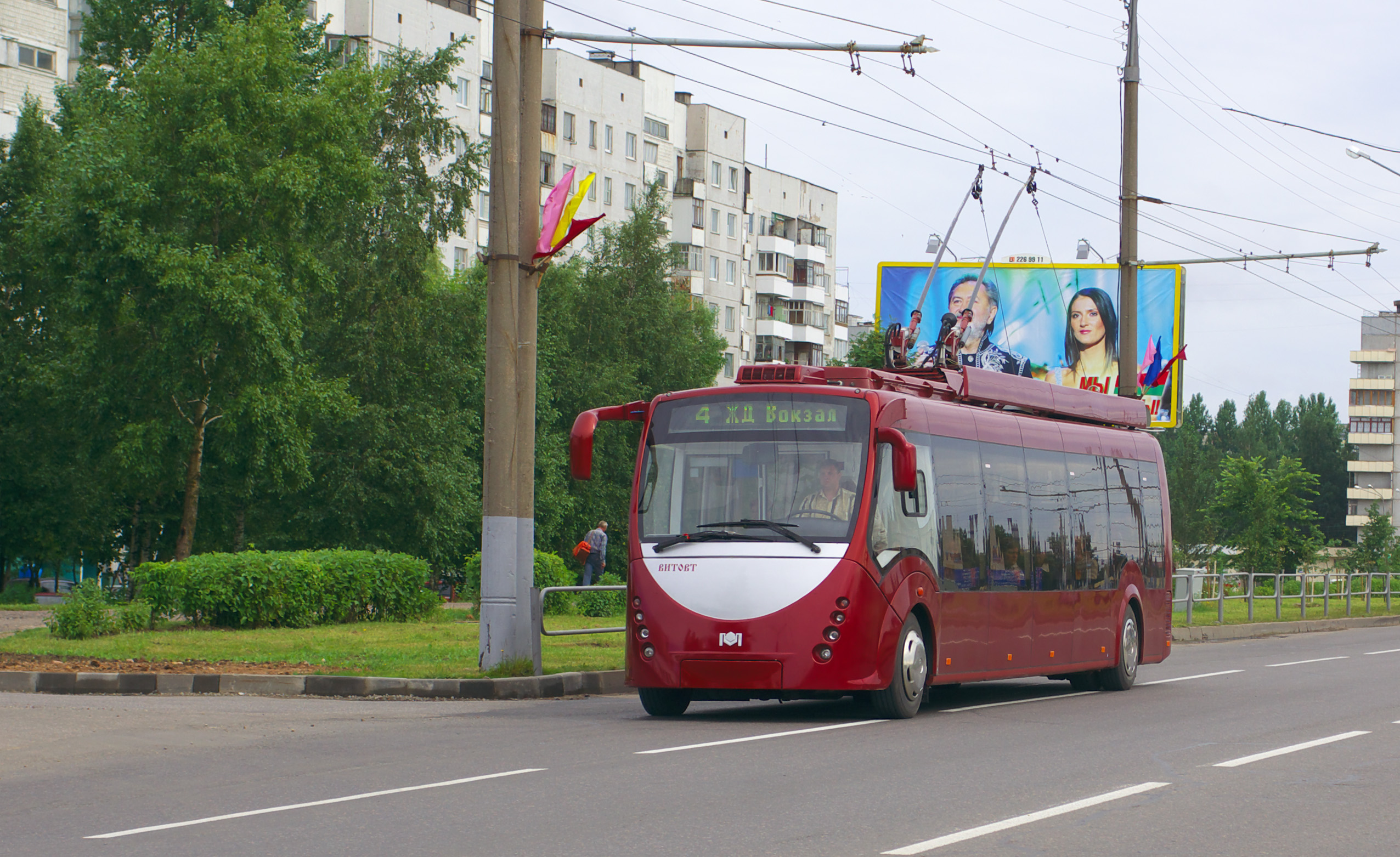
Тестова експлуатація БКМ 42003А «Вітовт»
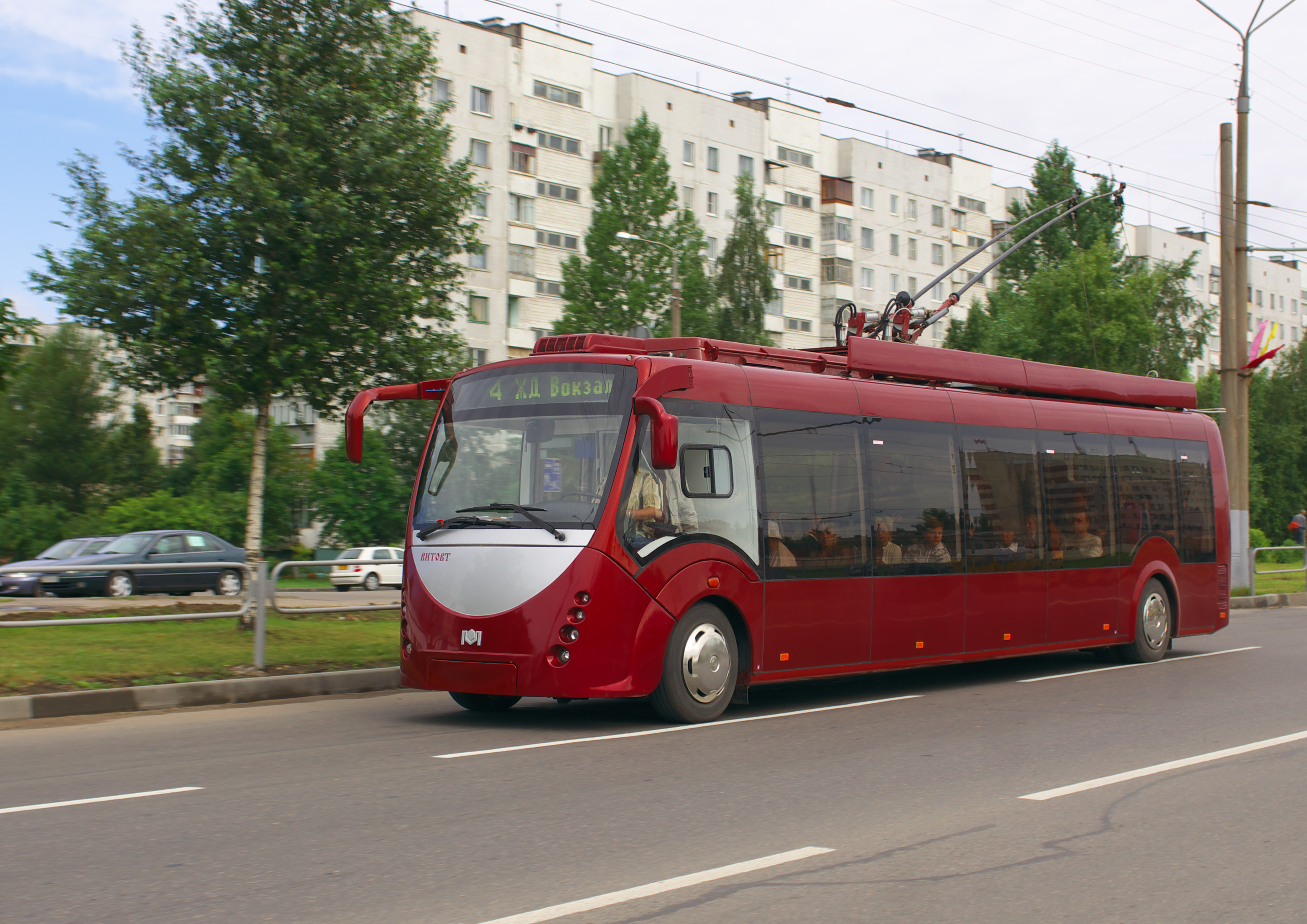
Тестова експлуатація БКМ 42003А «Вітовт»
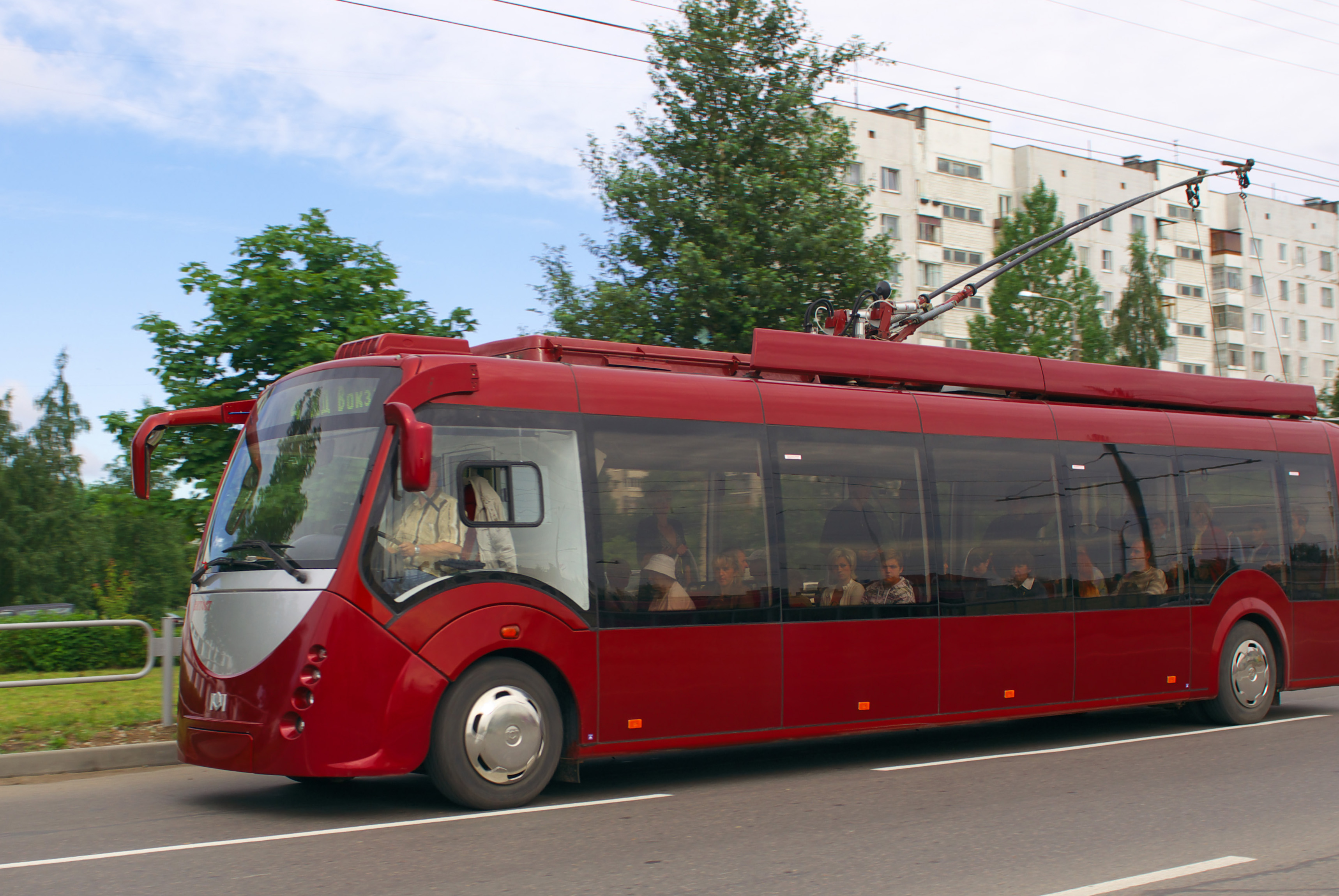
Тестова експлуатація БКМ 42003А «Вітовт»
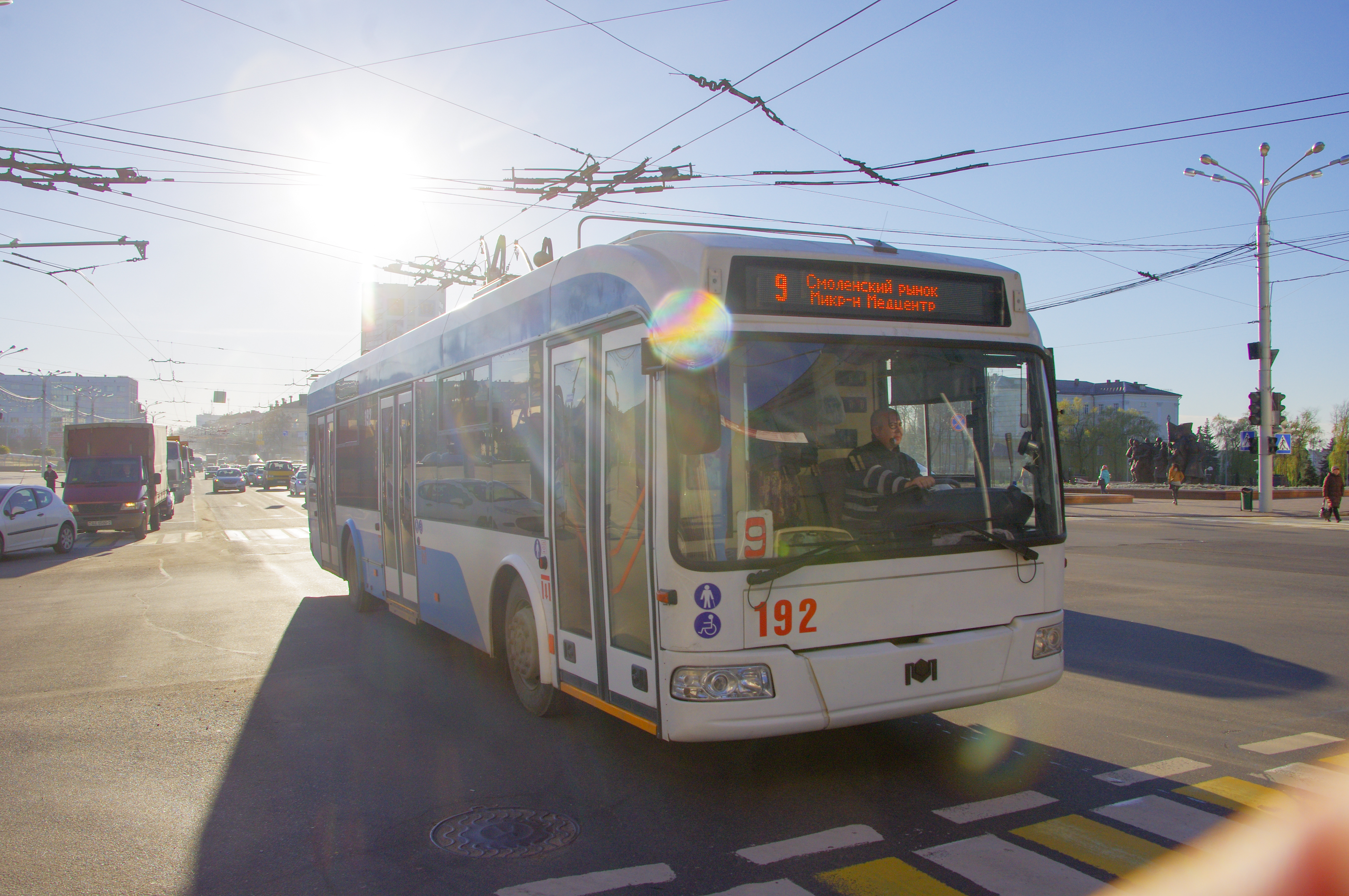
БКМ 321
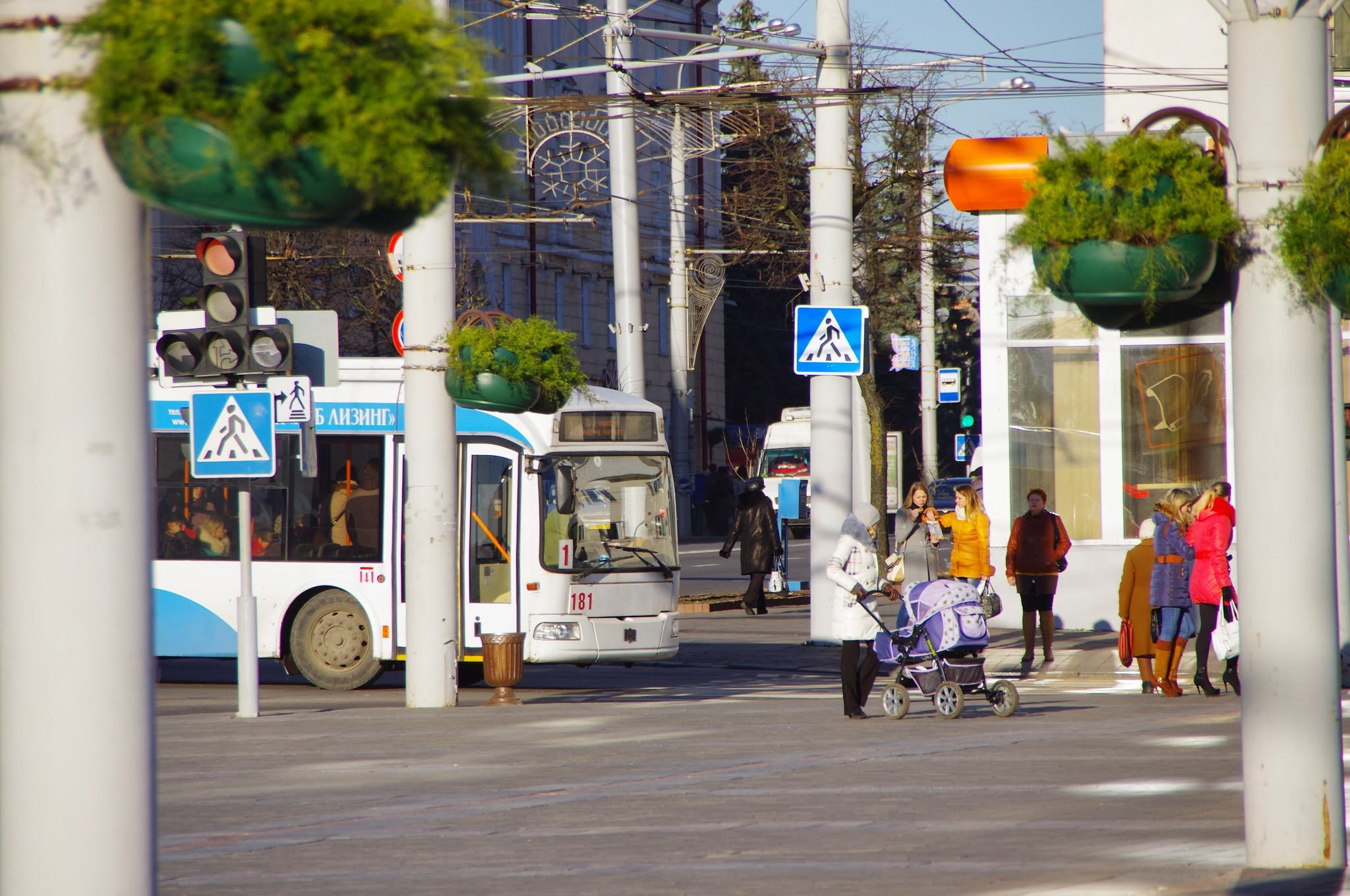
АКСМ-321
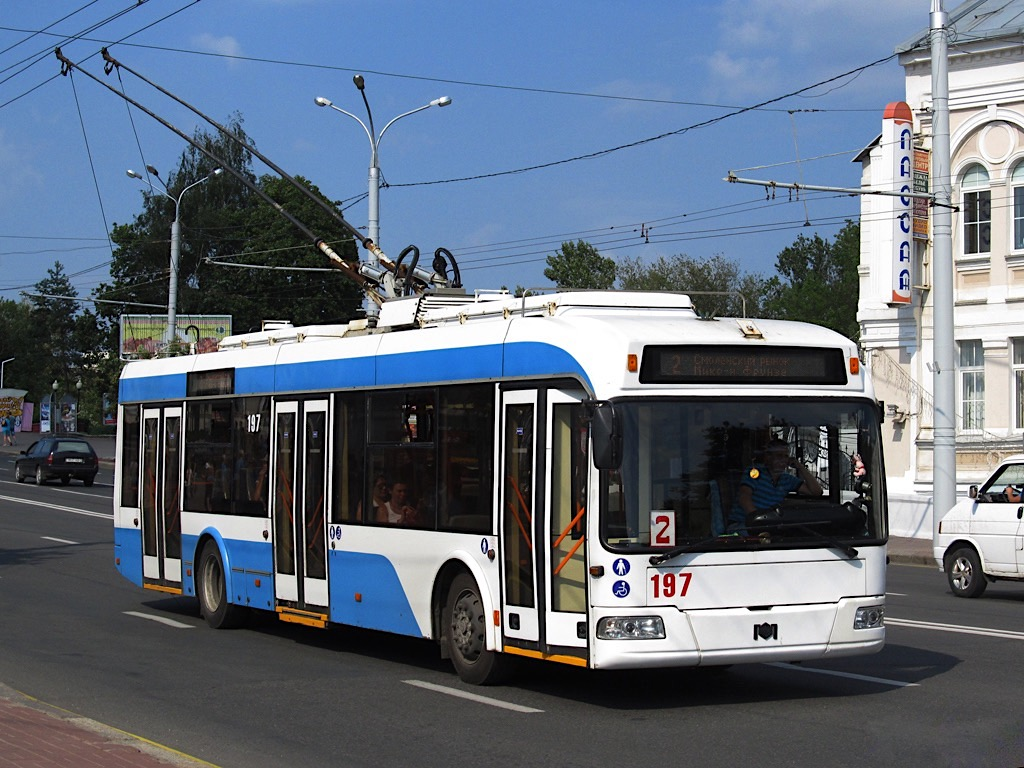
АКСМ-321
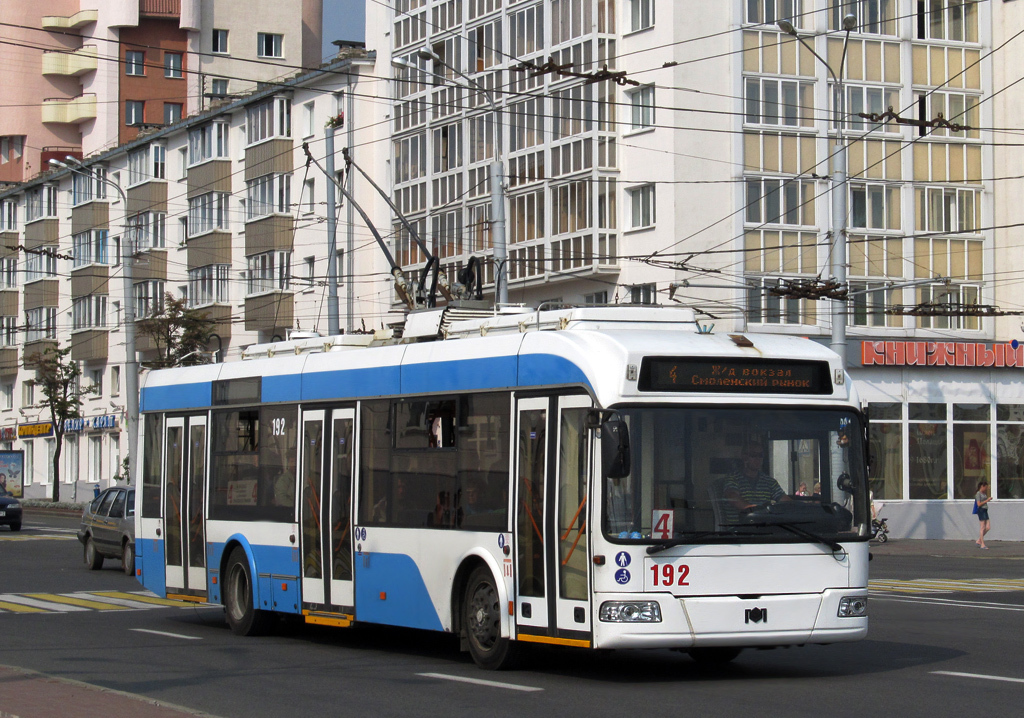
АКСМ-321
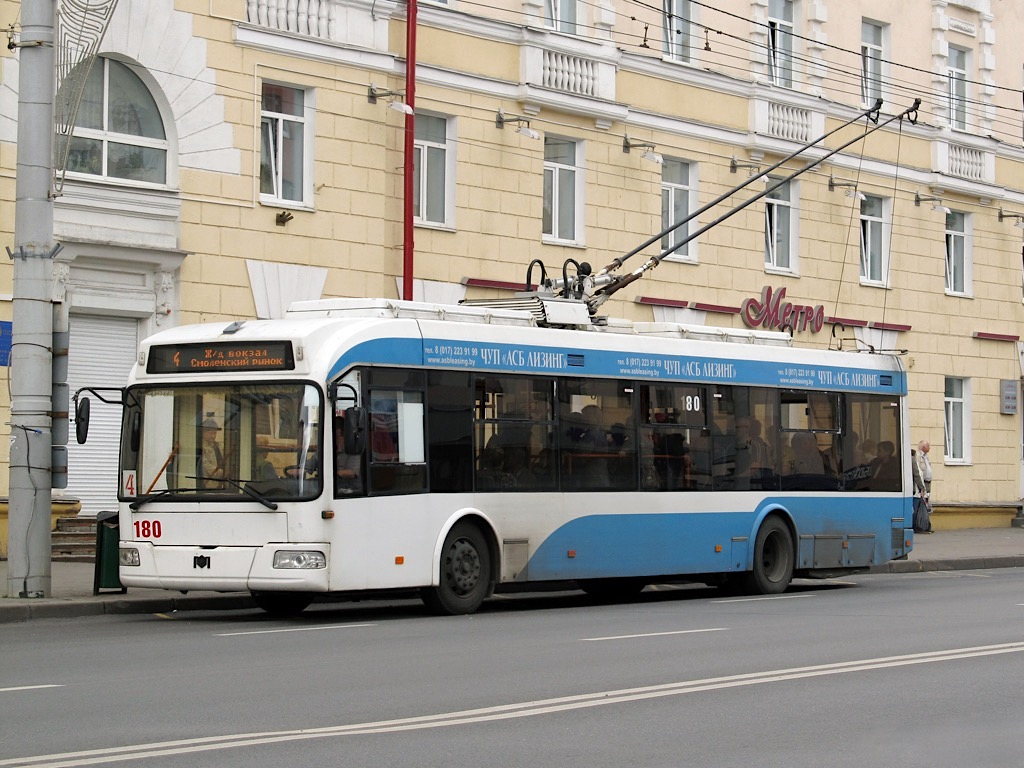
АКСМ-321
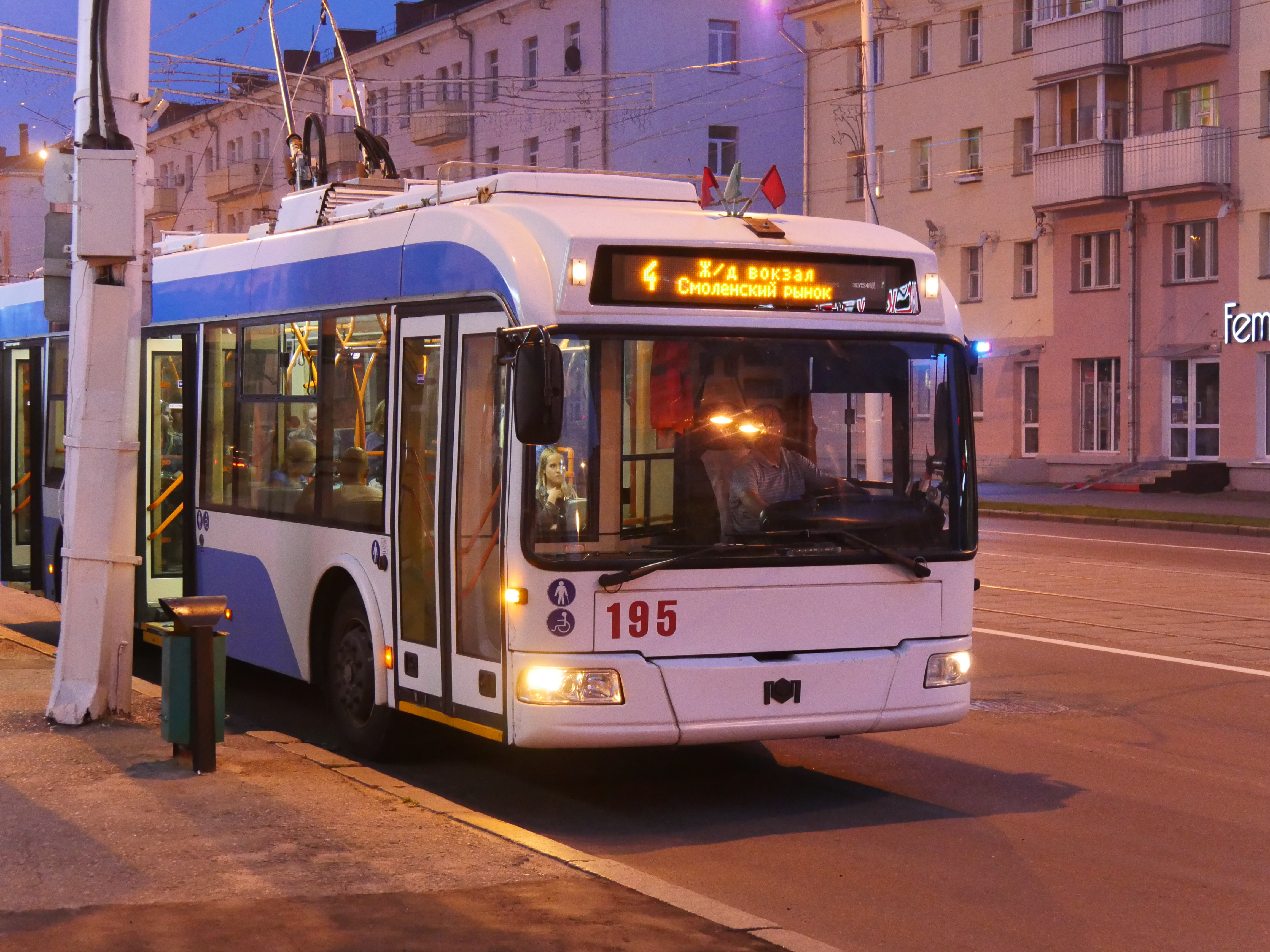
АКСМ-321
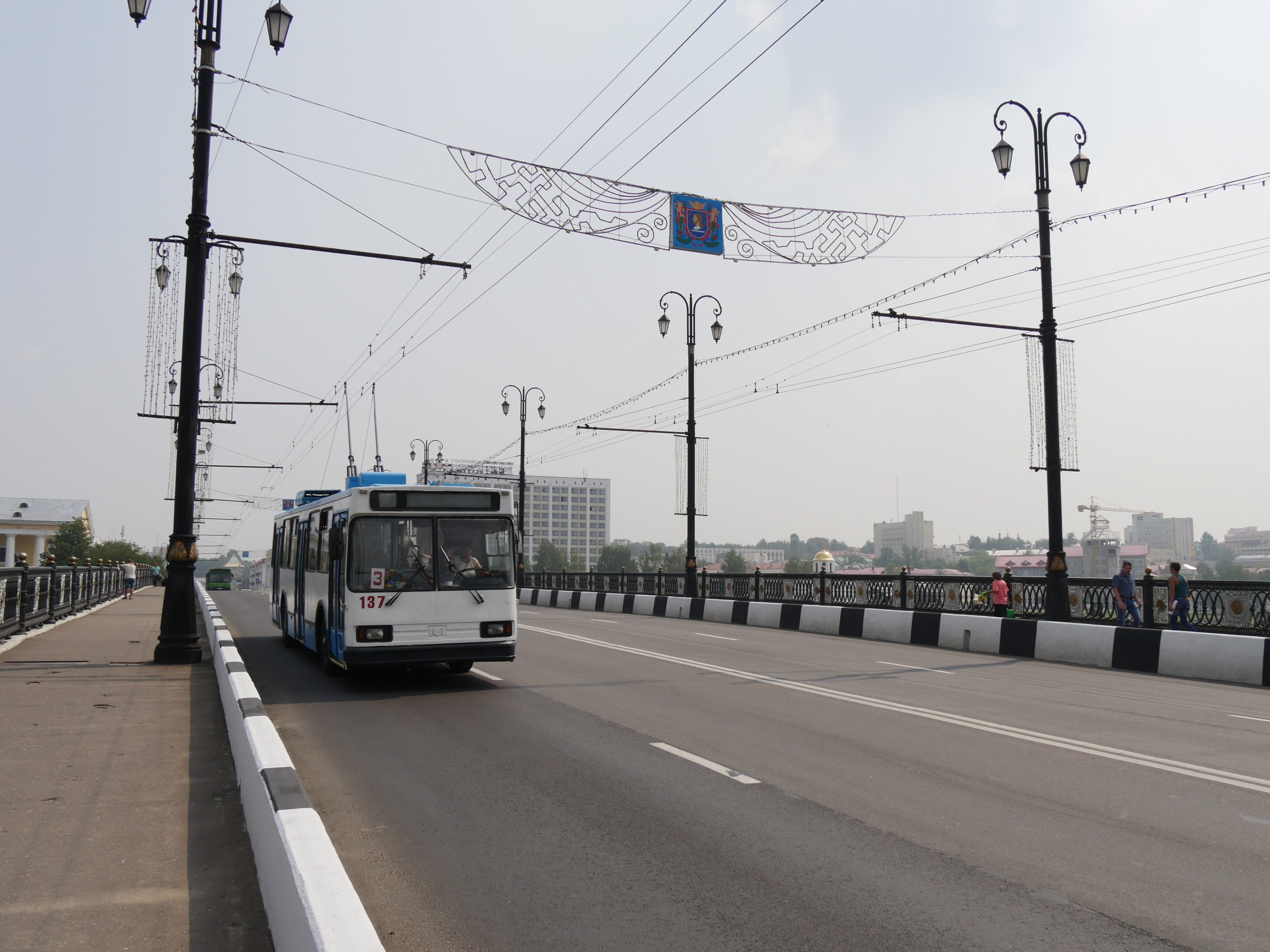
АКСМ-201
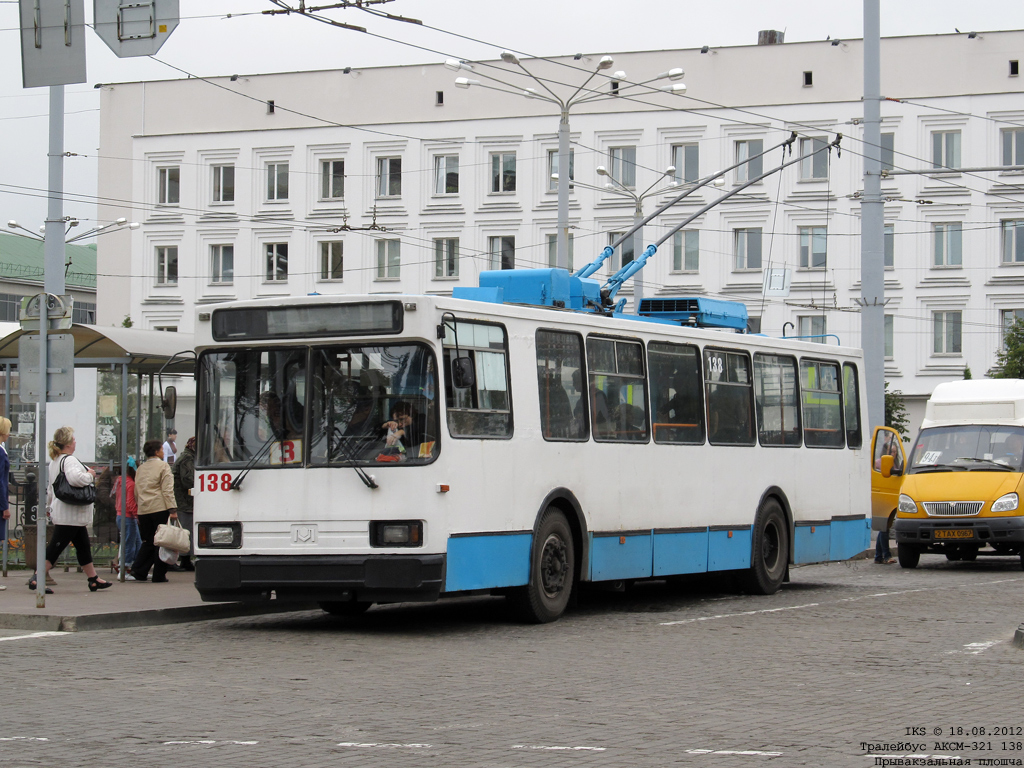
АКСМ-201
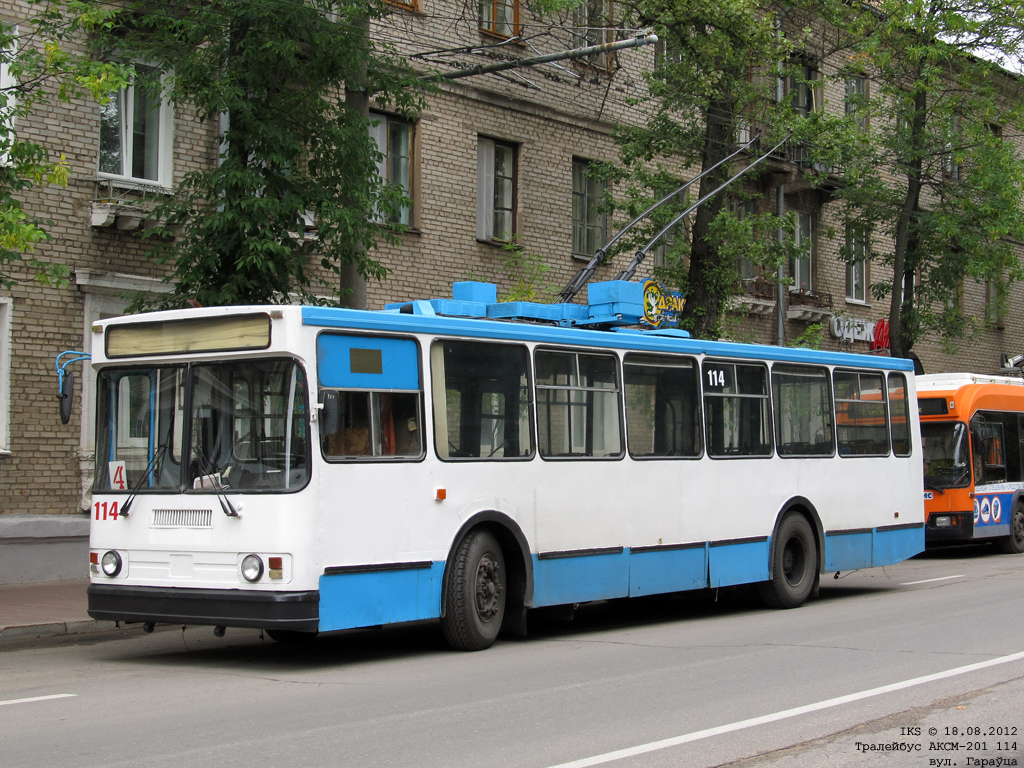
АКСМ-201
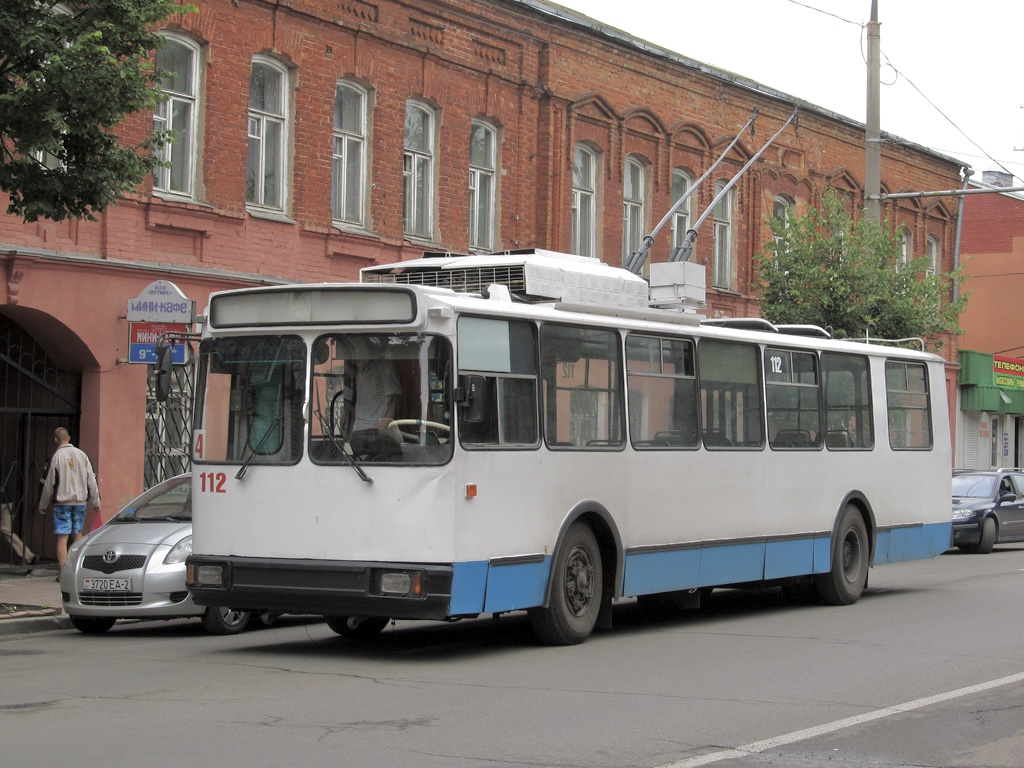
АКСМ-101
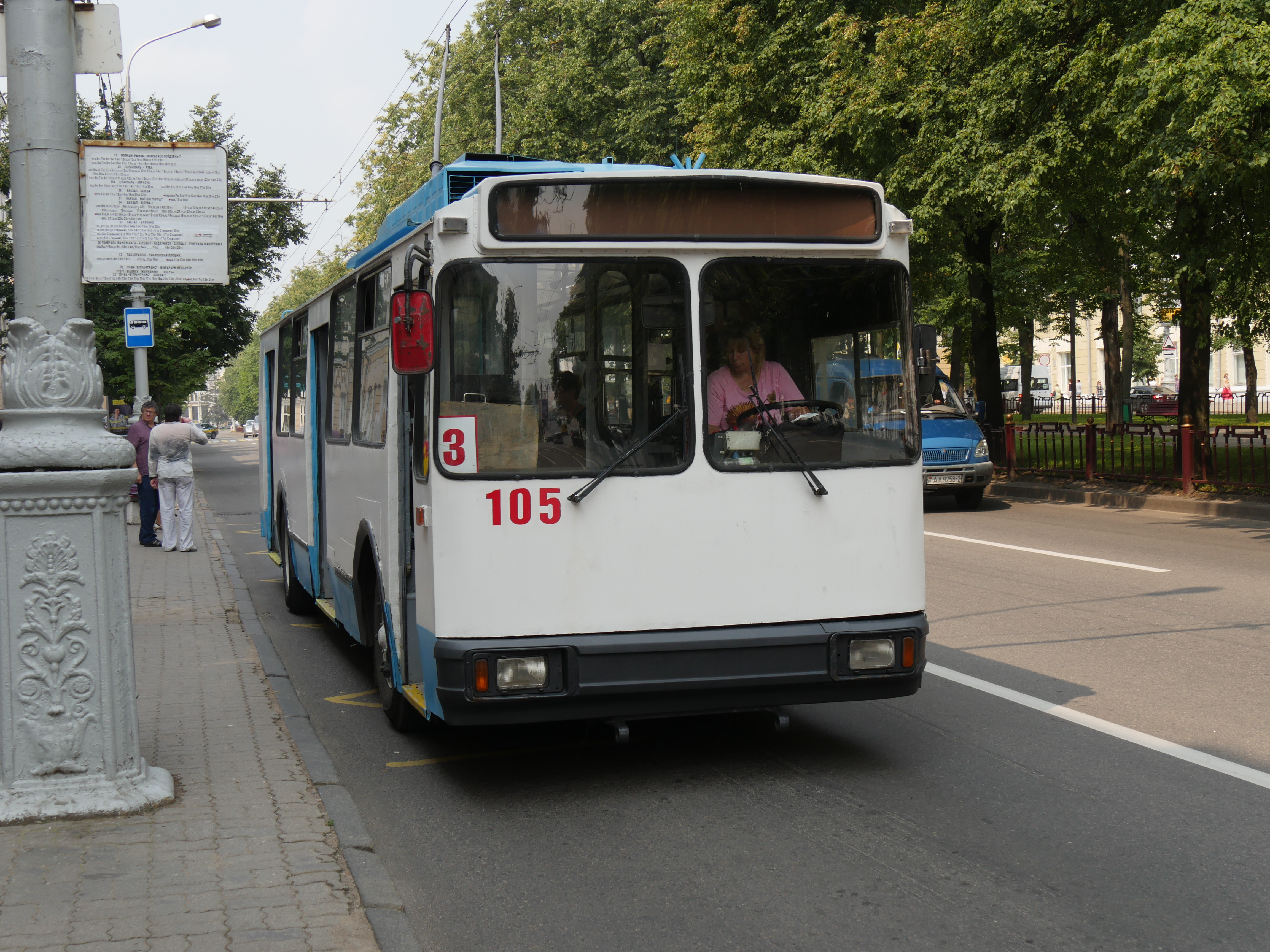
АКСМ-101
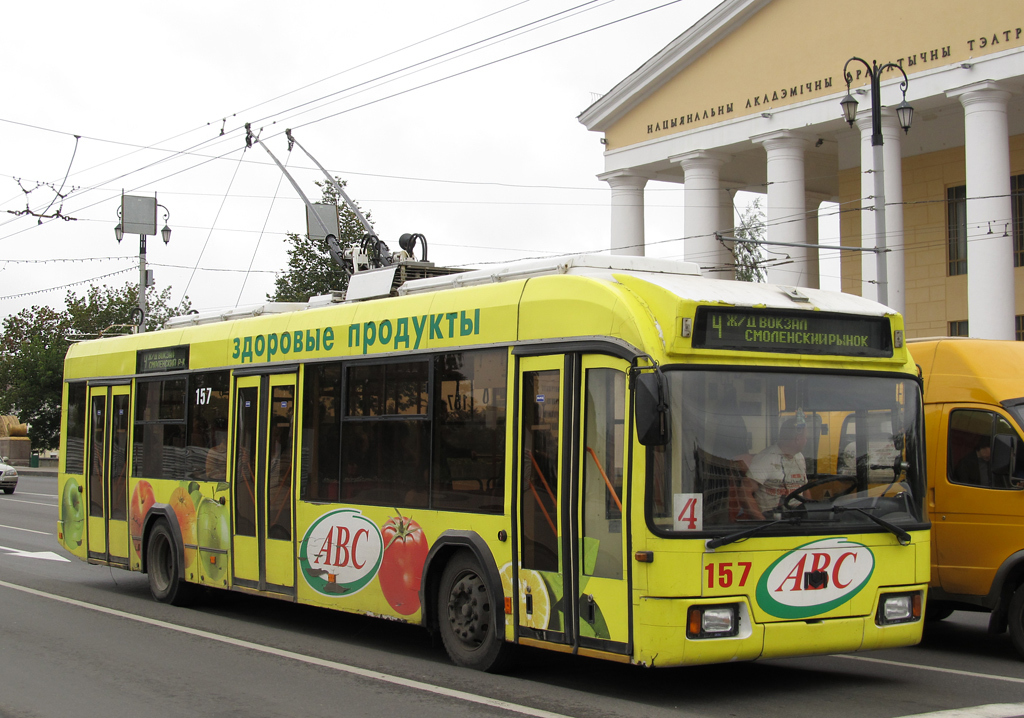
БКМ-321 на фоні Драмтеатру